# Ntabo Ntambui Cheka
Ntabo Ntambui Cheka ist der Anführer der kongolesischen Miliz Mai-Mai Cheka.

## Leben
Er war ein Mineralienhändler, bis er 2009 mutmaßlich mit den veruntreuten Geldern seiner Kunden Mai-Mai Cheka gründete.
Am 5. Oktober 2010 ließ er seinen Stabschef, den Colonel Sadoke Kokunda Mayele, den Vertretern der UN in Goma als Hauptverantwortlichen für die Massenvergewaltigung in Luvungi überstellen. Auch auf Cheka selbst wurde ein Haftbefehl durch die kongolesischen Behörden ausgestellt.
Cheka kandidiert bei der Wahl in der Demokratischen Republik Kongo 2011 für das Parlament.